# عبد الملك آل الشيخ
عبد الملك بن عمر بن عبد اللطيف آل الشيـخ (1345 هـ - 1926 / 1414 هـ - 1994) عالم دين سعودي، اسمه عبد الملك بن عمر بن عبد اللطيف بن عبد الرحمن بن حسن ابن الإمام محمد بن عبد الوهاب، والده هو عمر بن عبد اللطيف عالم دين، وقد تولى إمامة الجامع الكبير (جامع الإمام تركي بن عبد الله حاليا) لمدة خمسة عشر عام، كما تولى القضاء في بريدة بالقصيم، والدته هي هيا بنت حمد بن عبد الله بن عبيكان من آل عمران.

## نسبه
الشيخ عبد الملك من أسرة آل الشيخ المشهورة وهم من آل مشرف عشيرة من المعاضيد من فخذ آل زاخر الذين هم بطن من الوهبة من بني حنظلة من قبيلة بني تميم.

## نشأته وطلبه للعلم
ولد عبد الملك عام 1345 هـ الموافق 1926، والتحق في سن مبكرة بحلقات العلم والتحصيل ودرس جميع العلوم والمعارف الإسلامية على يد ابن عمه مفتي السعودية ورئيس قضاتها محمد بن إبراهيم آل الشيخ وهي التوحيد والفقه والتفسير والحديث وأصول الفقه ومصطلح الحديث، كما درس على يد عمه محمد بن عبد اللطيف بن عبد الرحمن آل الشيخ علم التوحيد وأجازه فيه، وتلقى علم الفرائض على يد ابن عمه عبد اللطيف بن إبراهيم وقد أعطاه إجازة في علم الفرائض، وقد أجازه محمد الأمين الشنقيطي في علم المنطق والمناظرة، والتحق مع أول دفعة في المعاهد العلمية حال افتتاحها عام 1371 هـ وقد تخرج من كلية الشريعة بالرياض عام 1376 هـ  في أول دفعة تخرجت منها وكان من اساتذته فيها عبد العزيز بن باز.

## حياته العلمية
عمل عبد الملك حال تخرجه من كلية الشريعة مفتيا بدار الإفتاء تحت رئاسة مفتي المملكة العربية السعودية محمد بن إبراهيم آل الشيخ حتى وفاته، وقد قام بمراجعة الكثير من المؤلفات في التوحيد والفقه والتفسير والعقائد واجازتها وذلك بتكليف من الشيخ محمد بن إبراهيم، 
وقضى عبد الملك عمره في تعلم العلوم الشرعية وتعليمها والجلوس للفتوى في مكتبه ومنزله وبالهاتف.

## وفاته
توفي عبد الملك بن عمر ال الشيخ في السابع من ذي الحجة عام 1414 هـ الموافق الثامن عشر من مايو عام 1994 في مدينة الرياض، عن عمر ناهز السبعين عاما، وصلي عليه بالجامع الكبير ثم دفن في مقبرة العود.